# ATP Challenger Tulsa
Der USTA Challenger of Oklahoma war ein Tennisturnier für Herren, das von 1999 bis 2002 und 2005 bis 2011 jährlich in Tulsa, Oklahoma stattfand. Es war Teil der ATP Challenger Tour. Ausgetragen wurden eine Einzel- und eine Doppelkonkurrenz, die jeweils auf Hartplatz gespielt wurden.

## Geschichte
Vor der Gründung des Challenger-Turniers wurden auf dem Gelände des Philcrest Hills Tennis Clubs in Tulsa von 1988 bis 1998 sogenannte Satellite-Turniere – in etwa der Vorgänger der Future-Turniere – für Spieler der Weltranglistenplätze 400 bis 1.000 ausgetragen. Im Oktober 1999 wurde das neue, zur Challenger Tour gehörende, Event erstausgetragen. Als Sieger ging der Brasilianer André Sá hervor.
Nachdem in den Jahren 2003 und 2004 keine Austragung stattfand, kehrte das Turnier 2005 nach Tulsa zurück.
Die letzte Ausgabe des Turniers ging im Jahr 2011 über die Bühne; seit 2014 finden auf dem Gelände jährlich die Tulsa Pro Championships, ein Turnier der ITF Future Tour, statt.
Rekordsieger ist Bobby Reynolds, der jeweils dreimal die Einzel- und Doppelkonkurrenz gewann. Zu den bekanntesten Teilnehmern der Turnergeschichte zählen John Isner, Sam Querrey und Tommy Haas sowie die Brüder Bob und Mike Bryan.

## Siegerliste

### Einzel
| Jahr                         | Sieger             | Finalgegner     | Finalergebnis    |
| ---------------------------- | ------------------ | --------------- | ---------------- |
| 2011                         | Bobby Reynolds (3) | Michael McClune | 6:1, 6:3         |
| 2010                         | Bobby Reynolds (2) | Lester Cook     | 6:3, 6:3         |
| 2009                         | Taylor Dent        | Wayne Odesnik   | 7:69, 7:64       |
| 2008                         | Kevin Kim          | Vincent Spadea  | 6:3, 3:6, 6:4    |
| 2007                         | Jesse Witten       | Donald Young    | 7:68, 7:5        |
| 2006                         | Bobby Reynolds (1) | Michael Russell | 7:63, 6:3        |
| 2005                         | Harel Levy         | Benedikt Dorsch | 5:7, 7:5, 7:66   |
| 2003–2004: nicht ausgetragen |                    |                 |                  |
| 2002                         | Robert Kendrick    | Daniel Melo     | 6:3, 6:3         |
| 2001                         | Jan Hernych        | Vincent Spadea  | 7:5, 7:5         |
| 2000                         | Jimy Szymanski     | Raemon Sluiter  | 7:65, 6:75, 7:63 |
| 1999                         | André Sá           | Jimy Szymanski  | 6:2, 7:64        |

### Doppel
| Jahr                         | Sieger                              | Finalgegner                    | Finalergebnis |
| ---------------------------- | ----------------------------------- | ------------------------------ | ------------- |
| 2011                         | David Martin (3) Bobby Reynolds (3) | Sam Querrey Chris Wettengel    | 6:4, 6:2      |
| 2010                         | Andrew Anderson Fritz Wolmarans     | Brett Joelson Chris Klingemann | 6:2, 6:3      |
| 2009                         | David Martin (2) Rajeev Ram (3)     | Philip Stephens Ashley Watling | 6:2, 6:2      |
| 2008                         | Ashley Fisher Stephen Huss          | Bobby Reynolds Rajeev Ram      | 7:64, 6:3     |
| 2007                         | Bobby Reynolds (2) Rajeev Ram (2)   | Alex Bogomolow Brian Wilson    | 7:68, 7:5     |
| 2006                         | Bobby Reynolds (1) Rajeev Ram (1)   | Scott Lipsky David Martin      | 6:4, 6:4      |
| 2005                         | Scott Lipsky David Martin (1)       | Rik De Voest Harel Levy        | 6:0, 6:2      |
| 2003–2004: nicht ausgetragen |                                     |                                |               |
| 2002                         | Scott Humphries Mark Merklein       | Diego Ayala Jason Marshall     | 7:61, 6:4     |
| 2001                         | Mardy Fish Jeff Morrison            | Jeff Coetzee Shaun Rudman      | 6:2, 6:3      |
| 2000                         | Enrique Abaroa Michael Sell         | Gabriel Trifu Glenn Weiner     | 5:7, 6:4, 6:2 |
| 1999                         | Jeff Coetzee Alejandro Hernández    | Thomas Blake James Blake       | 6:2, 6:1      |